# Tudo
Tudo pode definir-se basicamente como o contrário de nada.
Tudo pode ser facilmente definido como todas as coisas que existem no universo ou em outros universos, o conjunto de todos os universos pode-se considerar tudo. O Universo é geralmente definido como tudo que existe. Refere-se a uma visão antropocêntrica do mundo, ou a soma da experiência humana, história e da condição humana em geral.
Tem importante acepção filosófica, uma vez que, imaginar um universo como tudo implica considerar como finito proposição incapaz de ser demonstrada dados os níveis atuais de tecnologia. Entidades reguladoras: A última frase não faz sentido. Se é tudo e é infinito ao mesmo tempo, é impossível de ser provado senão através da própria concepção mental.

## Teoria de tudo
Na física teórica, a teoria de tudo é uma teoria que explicaria e unificaria todas as forças fundamentais da natureza em um único modelo. Originalmente, o termo era usado despretensiosamente para designar teorias "supergeneralizadas". No entanto, tornou-se uma forma popular de referir-se ao "Santo Graal" da física. Uma teoria de tudo na filosofia levaria a questões como: "Por que pode-se entender a realidade?", "Por que as leis da natureza são assim?", "Por que as coisas existem?". A ideia de tudo é simplesmente uma resposta a perguntas perdidas, uma razão para raciocinar, e a ideia de que o todo é simplesmente tudo.